# Phragmipedium vittatum
Phragmipedium vittatum là một loài phong lan đặc hữu tây trung bộ và đông nam bộ Brasil.

## Hình ảnh

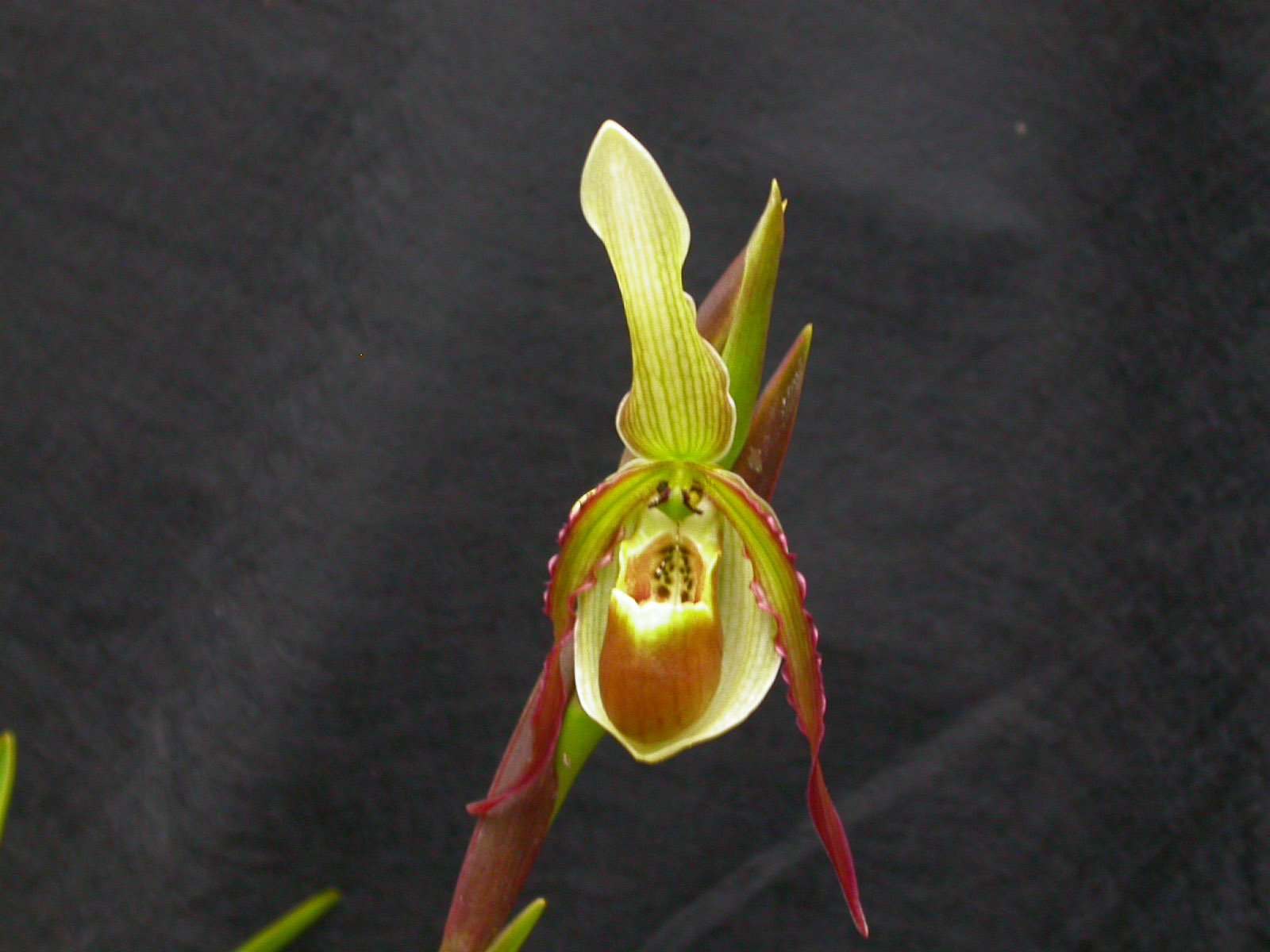
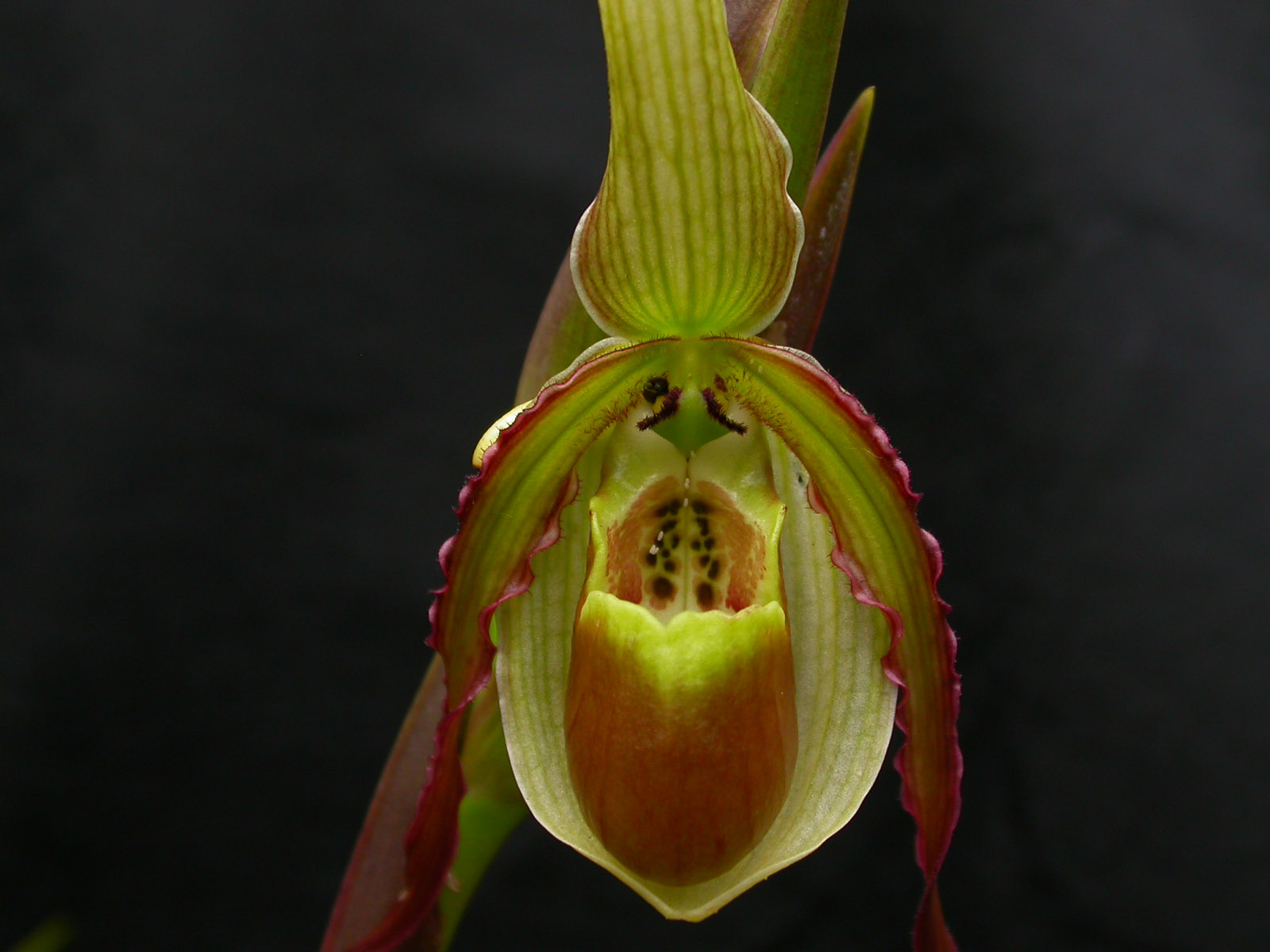
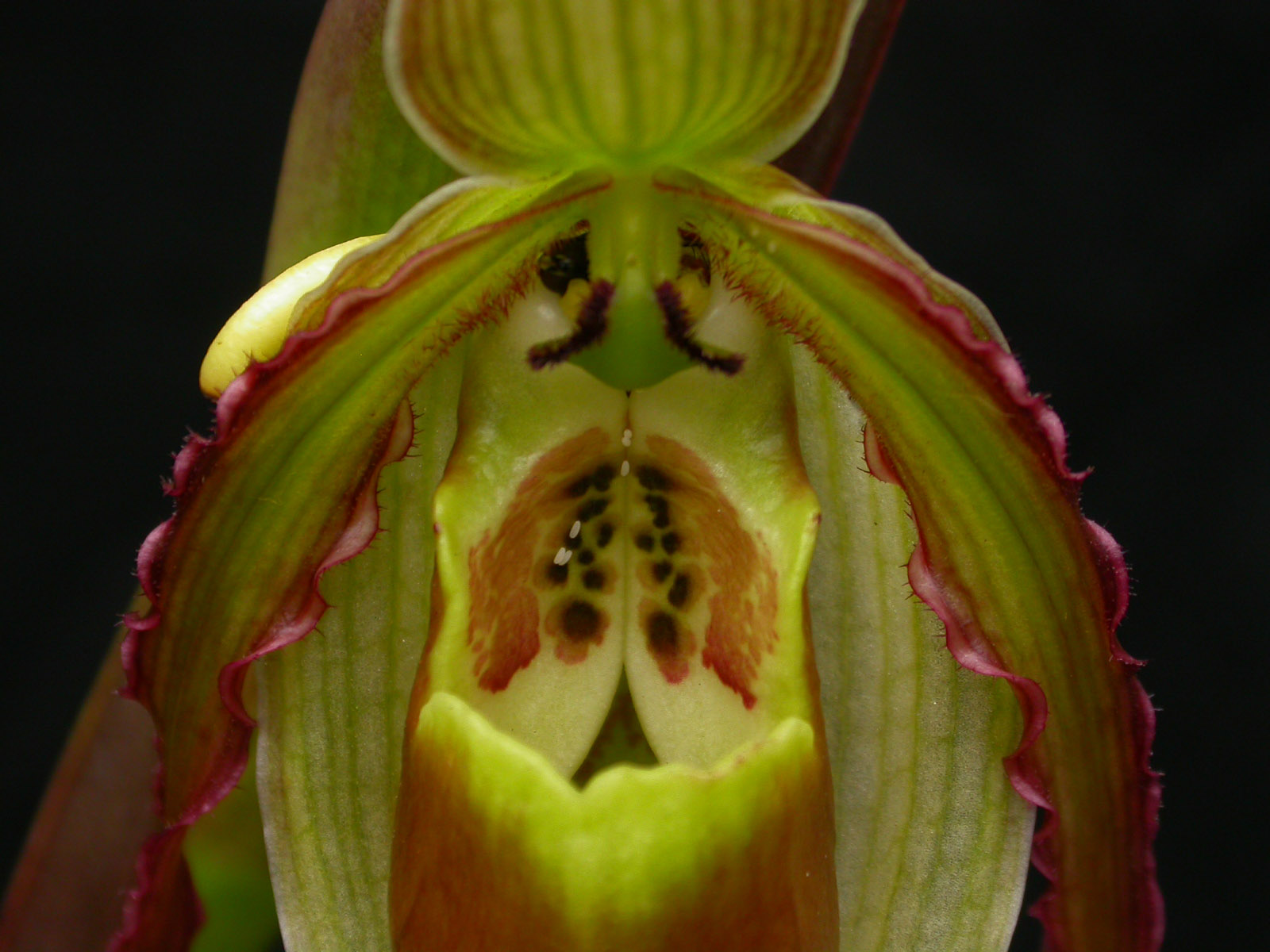
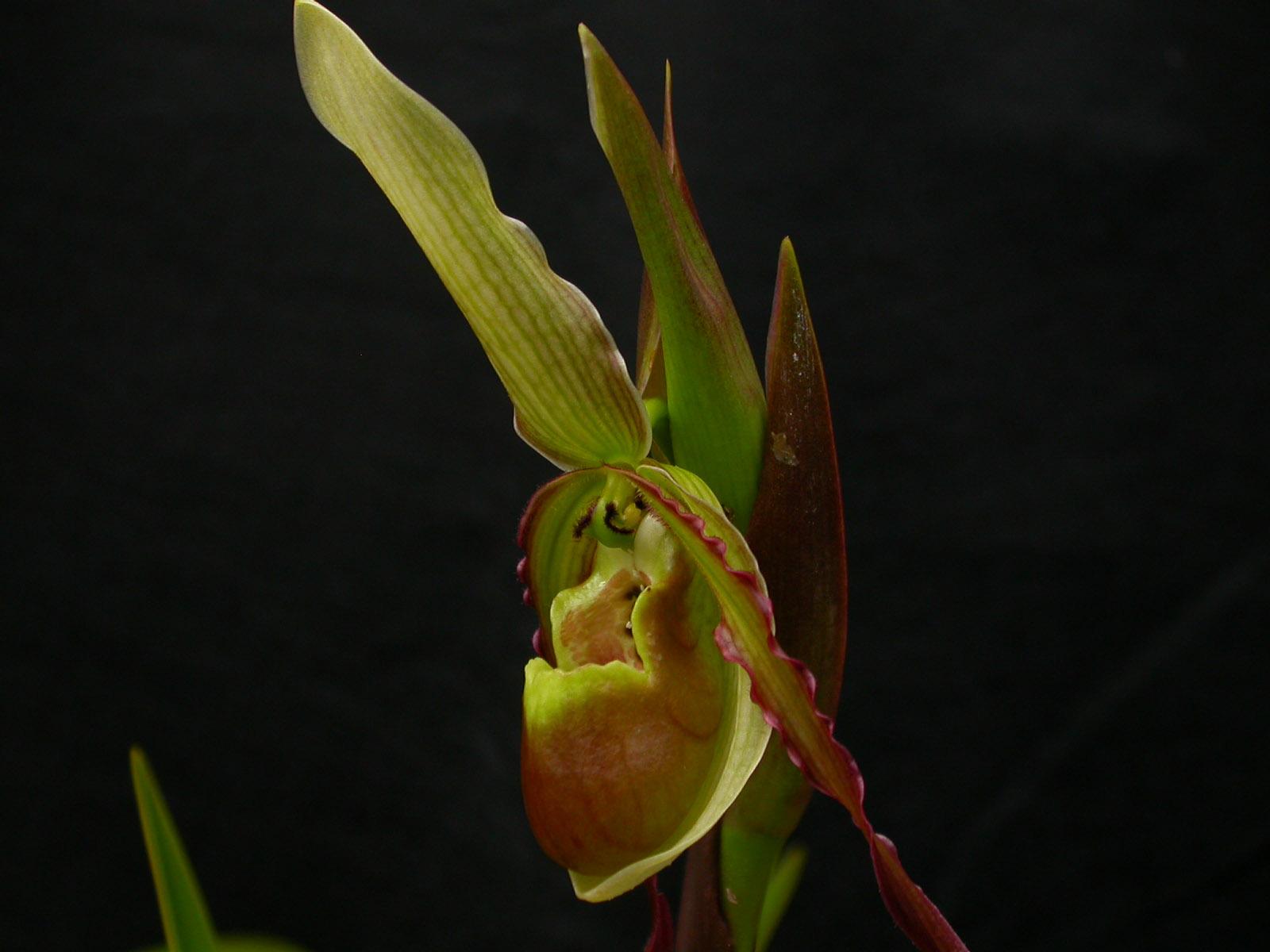